# Efunsetan Aniwura
Ẹfúnṣetán Aníwúrà (c. 1790s – 30-06-1874) foi a segunda ialodê de Ibadã. Reverenciada como uma comerciante de sucesso e traficante de escravos, seu impacto abrangeu as esferas política, militar, econômica e religiosa de Ibadã. É famosa por ser sem dúvida a mais poderosa - e certamente uma das mais ricas mulheres - iorubá que já viveu. Foi descrita pelos historiadores como uma líder autoritária que frequentemente utilizava pena de morte para escravos em erro. Isso foi atribuído ao colapso psicológico devido à morte de sua única filha, e sua incapacidade de procriar depois.

## Vida pessoal
Nasceu em Abeokuta na década de 1790 (ou anos 1820), Aniwura era uma migrante de uma região próxima ao rio Oxum, nos dias atuais no Estado de Oxum. Seu pai, chefe Ogunrim, era um senhor da guerra de Iquija, enquanto sua mãe era de Ifé. É relatado que sua iniciativa empreendedora se originou quando sua mãe, que era pequena comerciante, a levou ao mercado com ela. Ela foi casada várias vezes e teve um filho, a quem perdeu no nascimento. Esse evento foi objeto de numerosos escritos históricos e foi atribuído a influenciar as últimas partes de sua vida, tanto positivamente (em termos de foco) quanto negativamente (em termos de crueldade).

## Ascensão e queda
A decisão de migrar para Ibadã foi motivada pelo fato de seu primo ser um líder de destaque cidade e devido à natureza empreendedora da cidade. Ela tem a reputação de ter tido cerca de dois mil escravos e várias fazendas, exportando produtos agrícolas para Porto Novo, Badagri e Ikorodu. Sua linha principal era no comércio de tabaco e escravos. Ela também fabricou um produto cosmético local, Quijipa, que foi transportado para a América para uso. Sua dificuldade em ter filhos a levou a não apenas ser diligente em seus negócios, mas também se tornar emocionalmente instável, pois ter um sucessor era visto como um dos principais determinantes da riqueza na época. Devido a isso, ela estava frequentemente deprimida e isso se tornou evidente em seu estilo de liderança. Ela criou regras que garantiam que nenhum escravo em sua casa pudesse engravidar ou engravidar alguém e instituiu a morte como penalidade para os infratores. Isola (2010) revelou que, durante a sua vida, ordenou a decapitação de 41 de seus escravos.
Na década de 1860, ela foi transformada no segundo ialodê de Ibadã. Ela também foi patrocinada pela Igreja Anglicana em Ibadã por seu envolvimento no fortalecimento do cristianismo na comunidade.
Ela foi deposta como ialodê por Aare Latoosa em 1º de maio de 1874 por alegações de motivação política, apesar de pagar todas as multas aplicadas contra ela.
Sua autoridade na comunidade e oposição às visões políticas do governante de fato de Ibadã, o Aare Ona Kakanfo Latoosa, o levaram a conspirar para executá-la. Isto provou ser difícil devido à sua posição política entre os altos chefes. Ele pagou Cumuilô, seu filho adotivo, para traí-la e levá-la ao local da execução. Existem muitas teorias sobre por que Latoosa queria Aniwura fora de Ibadã. Enquanto alguns achavam que isso era motivado por sexismo e ciúme, outros historiadores acreditam que era simplesmente porque a cidade ficou muito dependente dela. - especialmente para equipamentos militares, que foram adquiridos a crédito. Alguns escritores argumentam que seu fracasso em cumprir os regulamentos da Aare foi o que o levou a ficar com raiva dela.

## Morte
Aniwura foi morta durante o sono por dois de seus escravos em 1874. Eles foram instruídos a fazê-lo por seu filho adotivo, Cumuilô. Cumuilô foi subornado por Aare Latoosa, o governante de Ibadã na época. A motivação era que Latoosa se sentia ameaçado por sua riqueza e desobediência em relação a ele.

## Legado
A chefe Aniwura conseguiu a atenção popular depois de ser objeto de uma peça do professor Akinwunmi Isola.
A estátua de Aniwura é colocada no centro da rotatória de Challenge, um ponto importante da cidade moderna de Ibadã.
Ela também foi retratada em algumas produções do cinema nigeriano.